# Palazzo Borghese-Aldobrandini
Palazzo Borghese-Aldobrandini è un edificio di Firenze, situato in via Ghibellina 123.

## Storia e descrizione

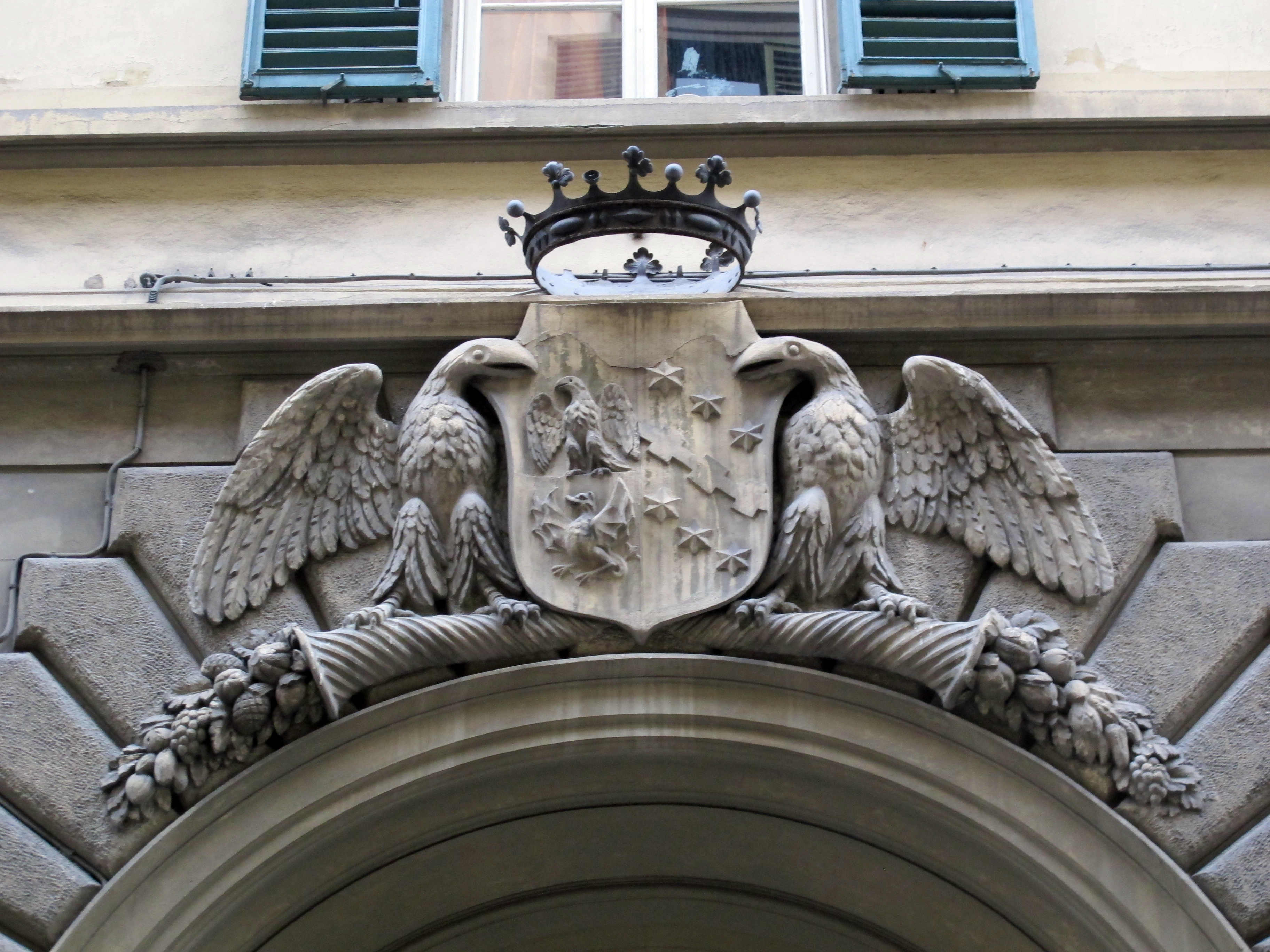
Stemma

Il palazzo presenta un fronte di disegno riconducibile agli anni trenta dell'Ottocento, con sulla porta un grande scudo con l'arme della famiglia Borghese (troncato: nel 1° d'oro, all'aquila dal volo spiegato di nero, coronata del campo, nel 2° d'azzurro, al drago d'oro), sorretto da due aquile e sormontato da una corona principesca in ferro battuto. 
Come hanno avuto modo di documentare Stefania Bertano e Angelamaria Quartulli sulla base della documentazione archivistica, l'edificio fu commissionato da Francesco Borghese Aldobrandini (fratello del principe Camillo) all'architetto Gaetano Baccani, che operò riconfigurando quattro più antiche case che qui insistevano. "Della nuova facciata esistono due versioni di progetto, una del 1830 e quella effettivamente realizzata: la prima semplice e meno decorata della seconda ne conserva comunque i motivi architettonici più importanti: una zona basamentale comprendente piano terra e mezzanino coronata da un largo cornicione che la separa dal resto della facciata e su cui si imposta l'arcata del portale centrale. La differenza sostanziale delle due versioni si rileva nell'utilizzo di modanature architettoniche che presentano maggiore complessità decorativa nell'ultimo progetto, quello effettivamente realizzato. Le finestre del piano nobile, arricchite di decorazioni scultoree dal motivo floreale, rappresentano l'unica particolarità importante del prospetto, che comunque rientra nella tipologia a cortina continua, intervallata da una sequenza monotona di aperture, largamente utilizzata nella prima metà dell'Ottocento". 
Negli interni operarono vari decoratori e pittori, tra i quali si ricordano Gaetano Gori, Luigi Giarrè, Pasquale Micheli, Antonio Bettè, Carlo Scappini. Si segnala l'ampio androne arricchito di una statua.